# Cimitero monumentale di Busto Arsizio
Il cimitero monumentale di Busto Arsizio  è uno dei tre attuali cimiteri della città, oltre a quelli di Borsano e di Sacconago. È situato all'inizio di via Favana, strada che prende il nome da una cascina che si trova sul suo percorso.

## Storia

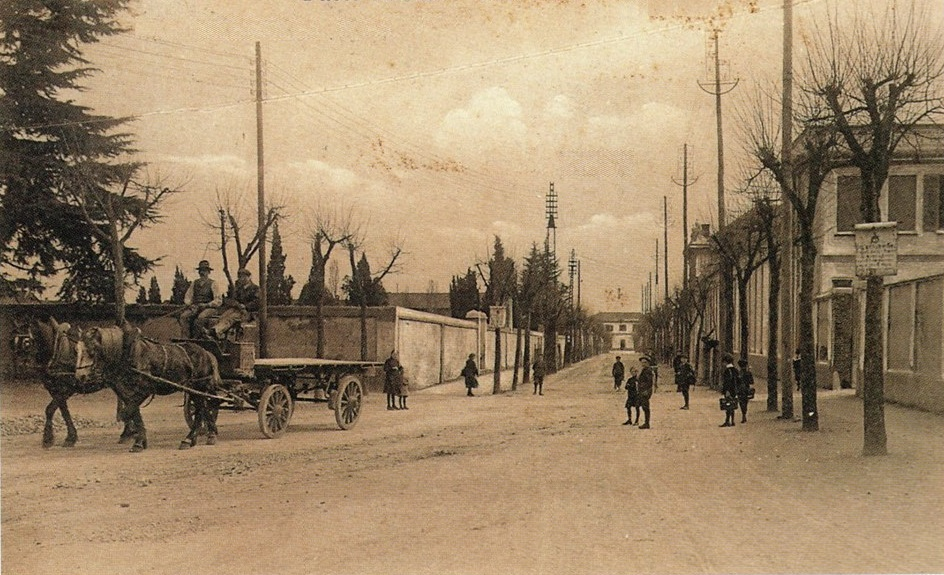
Recinzione del vecchio cimitero vista dall'attuale via Ugo Foscolo

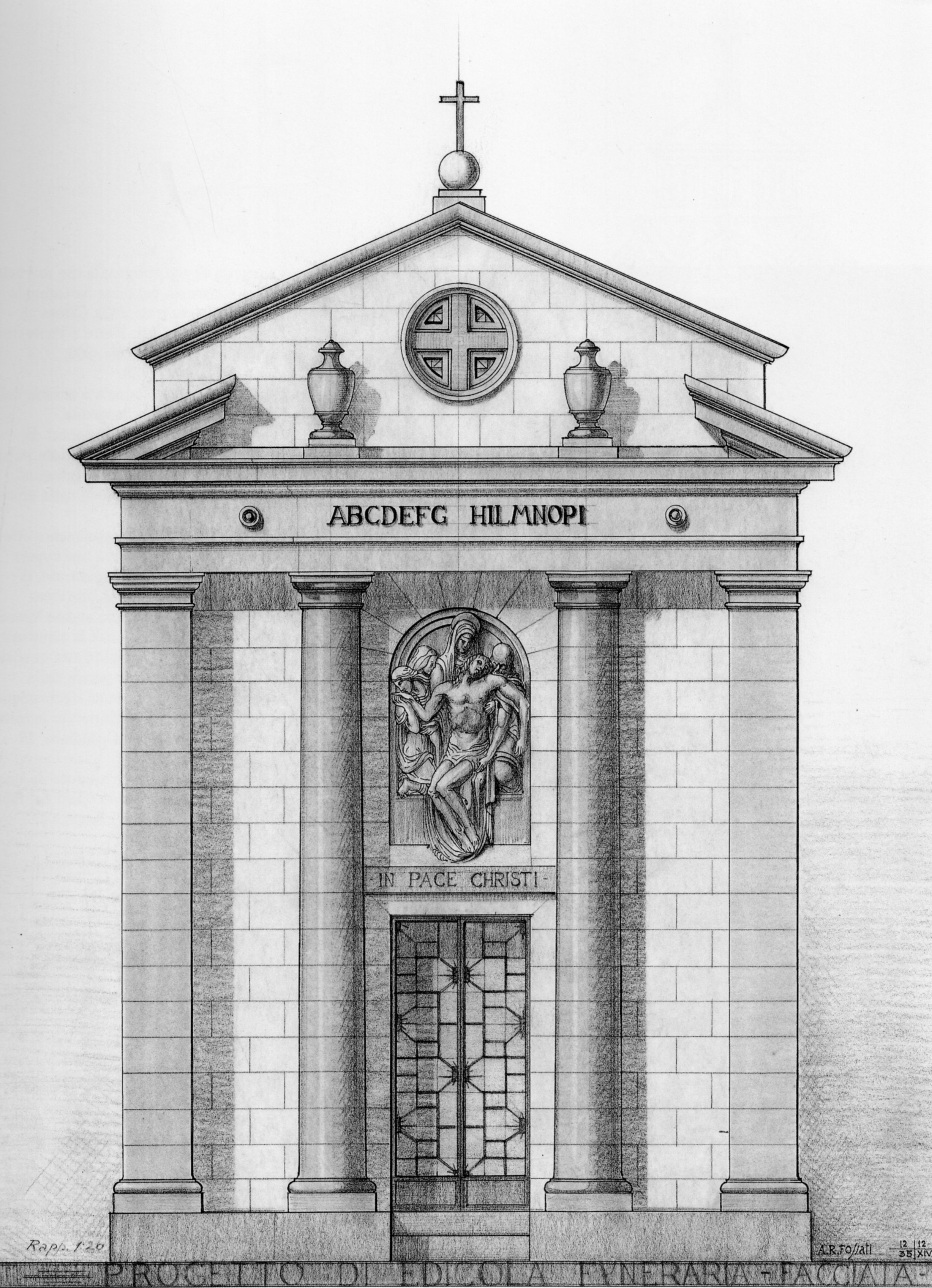
Progetto della cappella funeraria per famiglia Solbiati, presso il cimitero di Busto Arsizio. Matita su lucido realizzato da Ambrogio Fossati nel 1935

Alla fine del XIX secolo, il campo santo precedente, situato appena fuori dai confini dell'antico borgo (in prossimità della chiesa di San Gregorio Magno), divenne troppo piccolo, nonostante l'ampliamento del 1825. Si rese pertanto necessaria la costruzione di un nuovo cimitero per la città di Busto Arsizio. Nell'area del vecchio cimitero, dal 1918 si trova il Parco Ugo Foscolo.
L'attuale cimitero monumentale fu progettato dall'ingegnere lonatese Ercole Seves sul modello del cimitero di Milano di Carlo Maciachini. Venne edificato in un luogo allora lontano dall'abitato, all'incrocio tra la  via per Lonate e la  via Corbetta. Fu inaugurato nel 1894.
Circa trent'anni dopo si rese necessario il primo ampliamento, progettato dall'architetto Franco Poggi: la superficie quasi raddoppiò. L'area cosiddetta dei patii è stata realizzata nel 1971 su progetto dall'architetto Luigi Ciapparella. Il completamento di tale ampliamento è previsto a breve.
Nel frattempo anche la città è cresciuta e il nuovo quartiere sorto intorno alla chiesa di Santa Maria Regina ha circondato l'area cimiteriale. Per tale ragione, non sono possibili ulteriori ampliamenti.

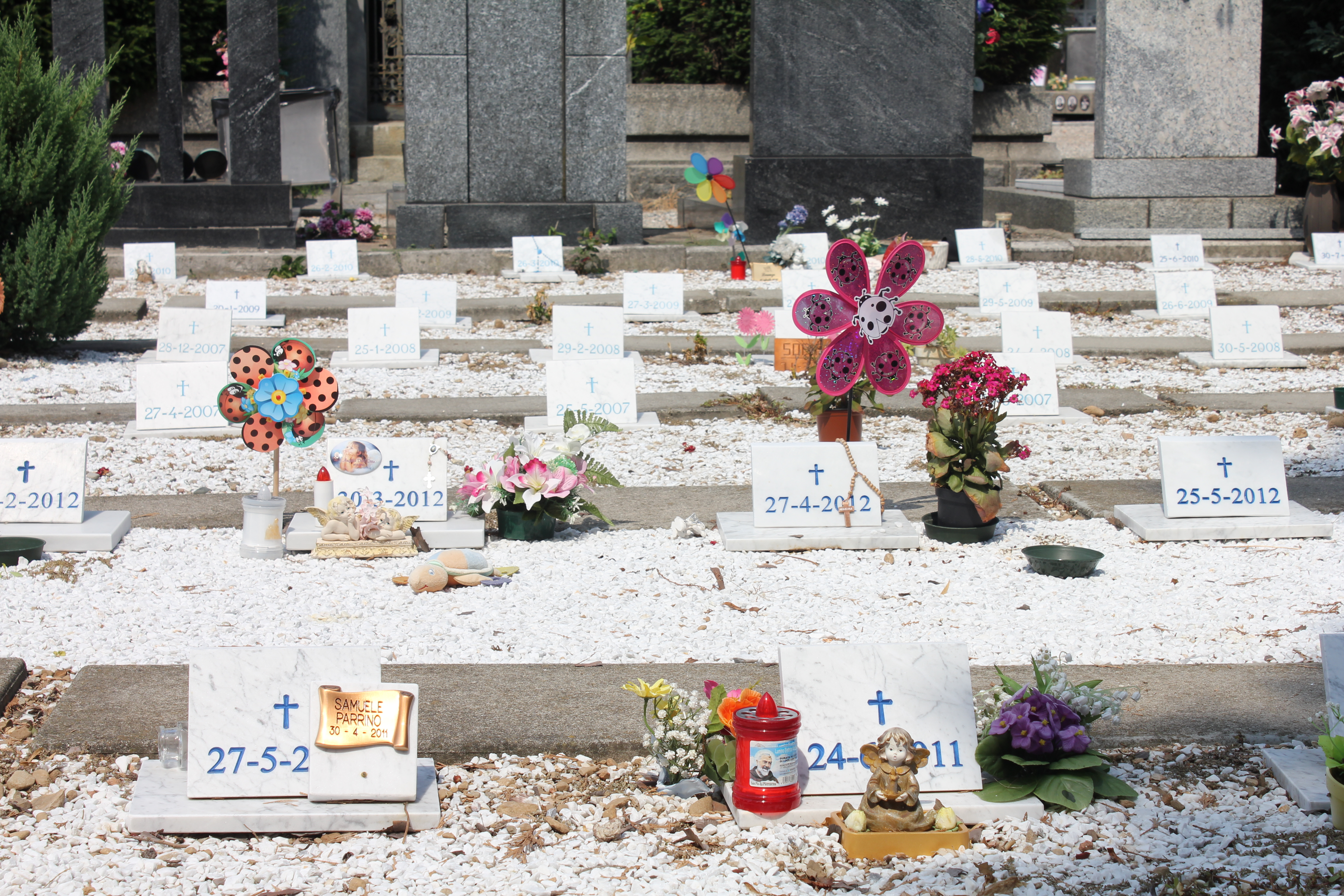
Il cimitero dispone di un'area per l'inumazione dei feti. L'iniziativa è curata dall'associazione "Difendere la vita con Maria".

Dal 2000, sul retro della chiesa dell'Addolorata, nell'area vecchia del cimitero, è stata allestita un'area per l'inumazione collettiva dei feti abortiti in modo spontaneo o volontario,
che in mancanza di esplicite richieste sarebbero smaltiti insieme ai rifiuti ospedalieri.

## Arte

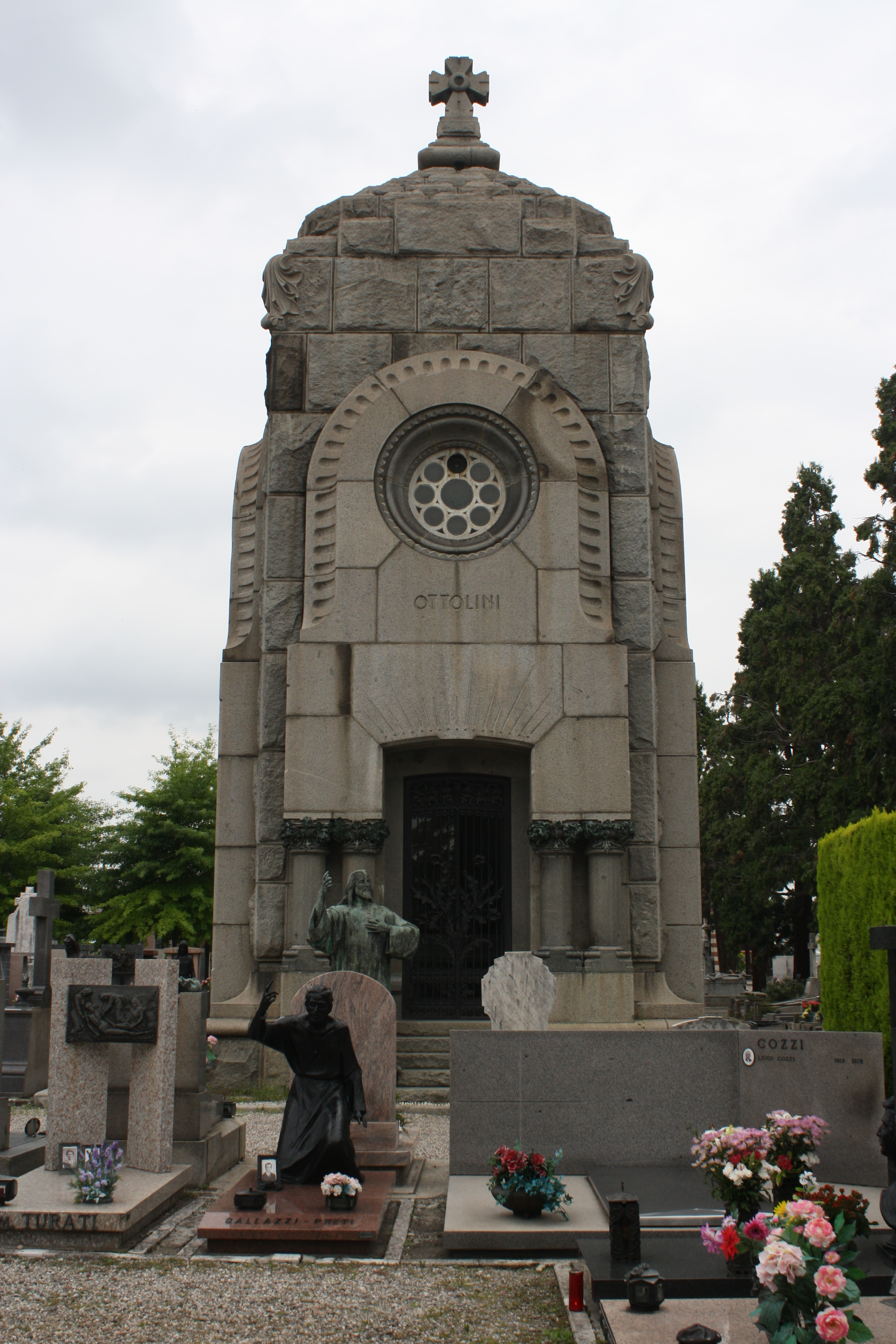
Il mausoleo Ottolini, opera di Camillo Crespi Balbi

Il cimitero monumentale è un vero e proprio museo dell'architettura e della scultura del XX secolo. Tra le opere più interessanti dal punto di vista artistico si possono annoverare il mausoleo Ottolini progettato dall'architetto marnatese Camillo Crespi Balbi per la famiglia proprietaria del cotonificio Bustese (con l'antistante statua bronzea del Cristo di Pisani), la piramide Roberto Tosi e Giovanni Xeconti (oggi Comerio) di Amedeo Fontana e l'edicola Radice (1919), la cappella Castiglioni (1908) e la cappella Ercole Bossi (1915) dell'architetto teramano Silvio Gambini.

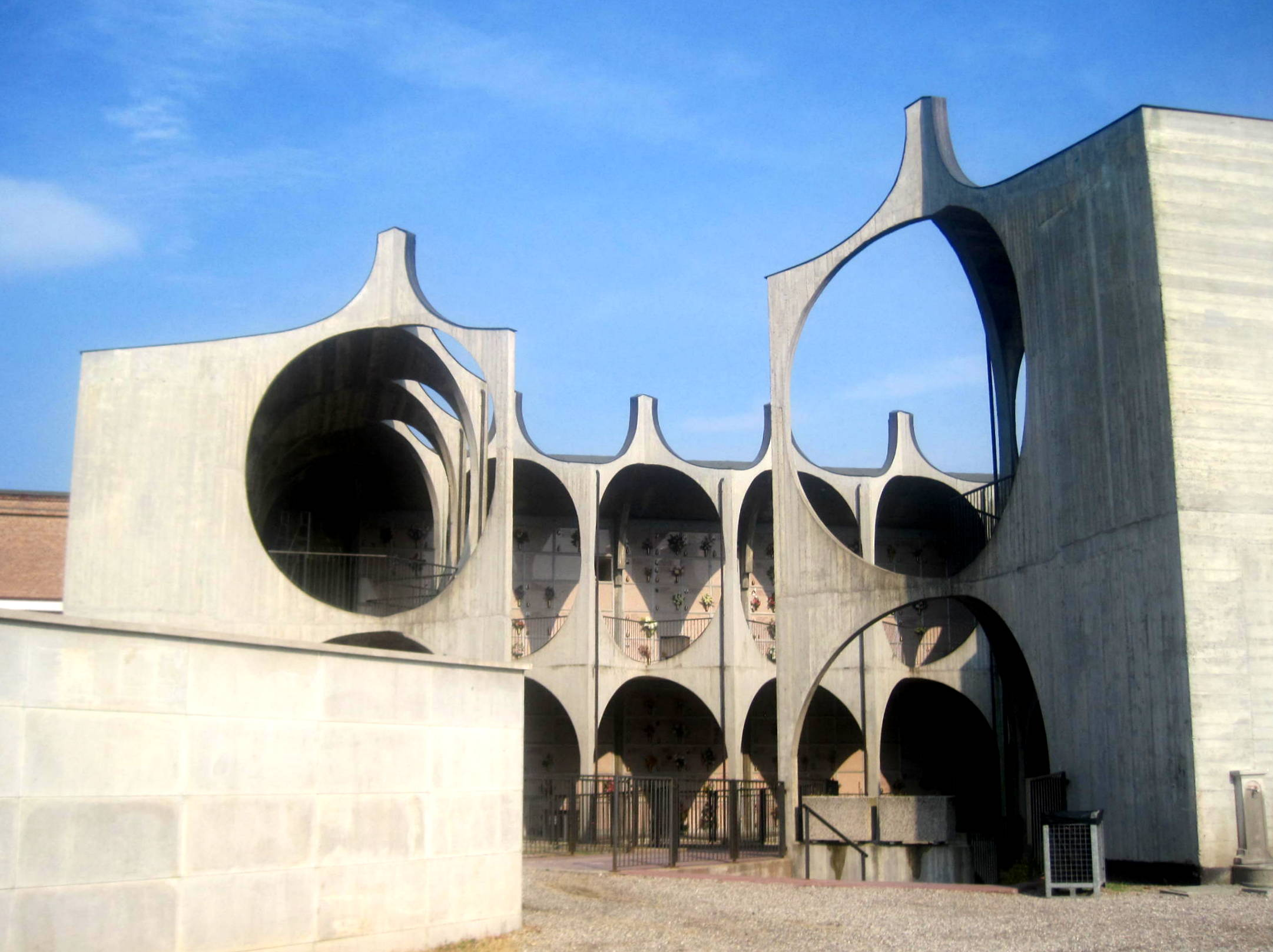
L'ampliamento

La valenza artistica del patrimonio custodito tra le mura del cimitero è stata anche messa in evidenza attraverso una mostra fotografico–didattica dal titolo "Storia & Arte nei cimiteri di Busto Arsizio", curata da Gian Franco Ferrario ed allestita a Palazzo Marliani-Cicogna nei mesi di febbraio e marzo del 2008. Nel dicembre dell'anno successivo è stato organizzato dall'amministrazione comunale un itinerario dal titolo "Il Liberty nell'arte funeraria" volto alla scoperta dei piccoli capolavori architettonici e dei monumenti presenti, testimonianze di tale stile architettonico.